# 维耶尔济
维耶尔济（法語：Vierzy，法語發音：[vjɛʁzi]）是法国上法兰西大区埃纳省的一个市镇，位于该省中部偏西南，属于苏瓦松区。

## 历史
1972年，维耶尔济境内发生了108人遇难的重大铁路事故，是为维耶尔济隧道坍塌事故。

## 地理
维耶尔济（49°17'24"N, 3°17'7"E）面积12.73 平方千米，位于法国上法蘭西大區埃纳省，该省份为法国北部内陆省份，北起北部省，西接索姆省和瓦兹省，东临阿登省和马恩省，西南至塞纳-马恩省，东北部与比利时接壤。
与维耶尔济接壤的市镇（或旧市镇、城区）包括：绍丹、隆蓬、帕尔西和蒂尼、圣雷米布朗济、维勒蒙图瓦尔、维莱埃隆、贝尔努瓦堡。
维耶尔济的时区为UTC+01:00、UTC+02:00（夏令时）。

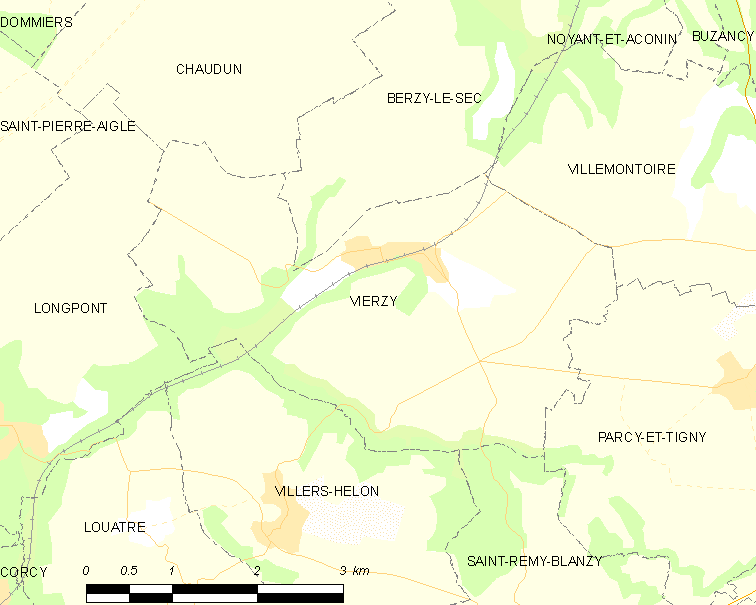
维耶尔济的OSM定位图

## 行政
维耶尔济的邮政编码为02210，INSEE市镇编码为02799。

## 政治
维耶尔济所属的省级选区为维莱科特雷县。

## 人口

1962-2008年间维耶尔济人口变化图示

维耶尔济于2022年1月1日时的人口数量为378人。